# Torbalı

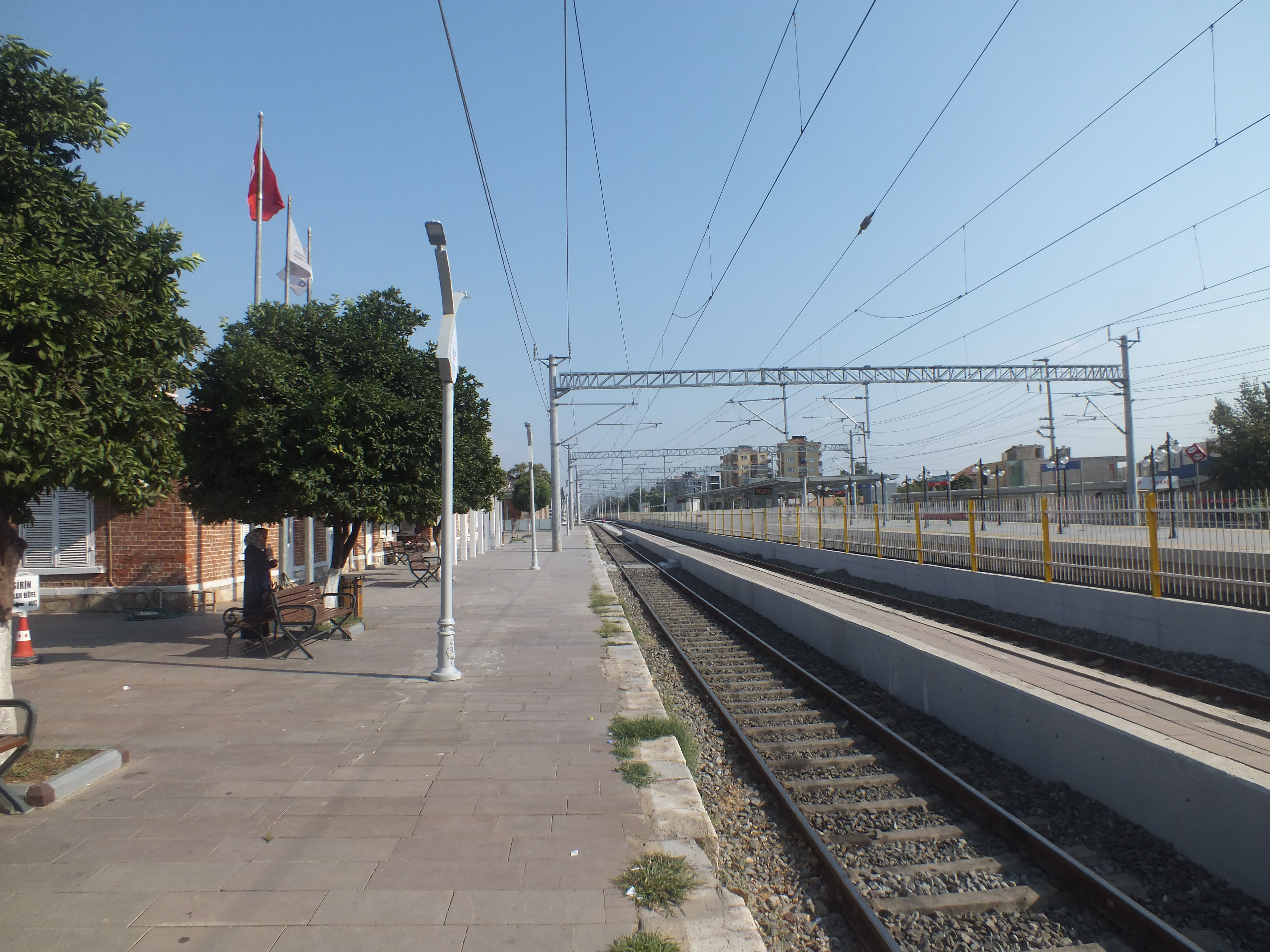
stacja kolejowa w Torbalı

Torbalı – miasto w Turcji w prowincji İzmir.
Według danych na rok 2000 miasto zamieszkiwało 38 099 osób.